# Raúl Cáceres
Raúl Alejandro Cáceres Bogado (Assunção, 18 de setembro de 1991), mais conhecido como Raúl Cáceres, é um futebolista paraguaio que atua como lateral-direito. Atualmente joga pelo Vitória.

## Carreira

### Olimpia
Revelado nas Categorias de Base do Clube Paraguaio, Raúl fez sua estréia profissional no Olimpia, em uma partida contra o The Strongest, válida pela Copa Sul-Americana de 2011. 

### Sportivo Carapeguá
Foi contratado pelo Carapeguá em 2012, onde permaneceu até 2013. marcou 4 gols na sua passagem, contra o Sol de América, o Rubio Ñu, o Guaraní e o Nacional.

### Sol de América
Cáceres foi Contratado pelo Sol de América em 2014, onde ele ficou até 2015, disputou 88 partidas e marcou 1 gol.

### Cerro Porteño
Raúl foi contratado pelo Cerro em 2016, onde no mesmo ano fez 48 partidas pelo clube, marcando 4 gols, 2 vezes contra o River Plate, 1 vez contra o Olimpia, e 1 vez contra o Sportivo Luqueño, em partidas válidas pela Liga paraguaia Apertura e pela Liga paraguaia Clasura.
Em 2017, Cáceres fez 40 partidas e marcou 1 gol, contra o General Díaz, em partida válida pelo Campeonato Paraguaio Apertura. Em 2018, jogou 50 partidas e marcou 1 gol, novamente contra o General Díaz pelo Campeonato Paraguaio Apertura.

### Vasco da Gama
No dia 20 de dezembro de 2018, Raúl Cáceres acertou sua ida para o Vasco por empréstimo de 1 ano. No dia 4 de janeiro de 2019, Cáceres foi apresentado oficialmente pelo Vasco, junto do também lateral-direito Cláudio Winck. Fez sua estréia com a camisa do Vasco em uma partida contra o Madureira, válida pelo Campeonato Carioca de 2019. Na partida seguinte, contra o Volta Redonda, Cáceres deu a assistência para o 2º gol da equipe Cruzmaltina, marcado por Dudu. Em 13 de fevereiro, na Vitória contra o Resende por 3–0, pela Semifinal da Taça Guanabara, Cáceres cruzou a bola que resultou no 2º gol do Vasco marcado por Yago Pikachu.
Após perder espaço na equipe Cruzmaltina, Cáceres só voltou a atuar como titular no dia 11 de agosto, na partida contra o Goiás pelo Brasileirão, nessa partida o Cruzmaltino venceu por 1–0.
No dia 24 de outubro de 2019, Raúl Caceres foi comunicado pelo Vasco que não terá o contrato do seu empréstimo prorrogado para 2020.

### Cruzeiro
Em 24 de junho de 2020 assina contrato por duas temporadas e meia com o Cruzeiro.
Teve um início surpreendente pelo Cruzeiro, regular e essencial em vários jogos. Marcou seu primeiro gol com a camisa celeste no empate por 1-1 com o Confiança pela Série B.
O Cruzeiro encaminhou acerto de rescisão com Raúl Cáceres em 13 de janeiro de 2022, o vínculo iria até o fim de 2022. Pela Raposa, ele chegou em 2020 para a disputa da Série B do Brasileiro, onde no primeiro ano fez 28 jogos, já nessa temporada foi um dos mais assíduos do time no primeiro ano, com 32 partidas e quatro gols marcados.

### América Mineiro
Em 19 de janeiro de 2022, o América confirmou a contratação de Raul Cáceres até o fim da temporada 2022.
O América anunciou a saída de Raul Cáceres que foi contratado no início do ano. Ele saiu com 41 jogos no clube, um gol e duas assistências.

## Seleção Paraguaia
Cáceres foi convocado para a disputa do Campeonato Sul-Americano Sub-20 em 2011. 
Chegou a ser pré-convocado para a Copa America Centenário de 2016, mas não figurou na lista final.

## Vida pessoal
Raul Cáceres é filho de Virginio Cáceres, lateral-direito que defendeu o Olimpia e a Seleção Paraguaia.

## Títulos
Olimpia
- Liga Paraguaia Clausura: 2011

Cerro Porteño
- Liga Paraguaia Clausura: 2017

Vasco da Gama
- Taça Guanabara: 2019

Vitória
- Campeonato Baiano: 2024

## Prêmios individuais
- Seleção do Campeonato Mineiro: 2021